# Universal Sweet Industries
Universal Sweet Industries, actualmente llamada La Universal, es una industria de dulces ecuatoriana. Fue fundada en 1889 en la ciudad de Guayaquil, Ecuador, por los hermanos italianos Juan y Emilio Segale junto a Domingo Norero. Fue la empresa pionera en productos de confites en 1911. 
En 1926 un incendio consumió su fábrica y tuvo que instalarse una nueva factoría en las calles Eloy Alfaro y Gómez Rendón, donde actualmente se ubica. La Universal lanzaría con éxito las marcas de chocolate, Manicho, Huevitos y Cocoa, y más tarde, en 1927 la empresa empezaría a exportar productos a lo largo de Latinoamérica, con el mando absoluto de Emilio Segale.
En 1990, durante de la crisis económica, La Universal fue declarado en quiebra y económicamente quedaría fuera del mercado. En 2005, Isabel Noboa compra la empresa, le cambia el nombre a Universal Sweet Industries y vuelve al mercado con todas sus marcas. Sin embargo la empresa comercialmente sigue manteniendo el nombre de La Universal.
En 2018, La Universal pasa a ser parte de BIA BRANDS, un holding empresarial multilatino de alimentos.